# Walter Manoschek
Walter Manoschek (né le 21 août 1957 à Vienne) est un politologue autrichien. Il est également professeur à l'université de Vienne. 
En 1990, Manoschek obtient son diplôme en sciences politiques à l'Université de Vienne. De 1992 à 2001, il devient assistant à l’Institut de science politique de l’Université de Vienne. Entre 2004 et 2006, il occupe un siège au conseil d’administration de l’Institut de science politique de cette université.